# Бага (Душетський муніципалітет)
Бага (груз. ბაგა) — село в Грузії.
За даними перепису населення 2014 року в селі проживає 142 особи.